# Густав Мі
Густав Адольф Феодор Вільгельм Людвіг Мі (нім. Gustav Adolf Feodor Wilhelm Ludwig Mie; 29 вересня 1869 — 13 лютого 1957) — німецький фізик-теоретик, відомий передусім розв'язком задачі про розсіювання світла сферичною частинкою.
Густав Мі народився в Ростоці й з 1886 року вивчав фізику в Ростоцькому університеті. З 1889 року продовжив навчання в Гайдельберзькому університеті, де здобув докторський ступінь у віці 22 років. 1897 року Мі отримав габілітацію в Геттінгенському університеті за спеціальністю теоретична фізика. 1902 року він зайняв посаду екстраодинарного професора з експериментальної фізики в університеті Мартіна Лютера, а 1924 року став професором Фрайбурзького університету, в якому працював до виходу на пенсію 1935 року. За часів нацизму він входив до опозиційного фрайбурзького гуртка.
1908 року Мі опублікував розв'язок задачі про розсіяння електромагнітної хвилі сферичною частинкою довільного розміру. Виходячи з цього розв'язку він передбачив існування плазмонного резонансу, пояснюючи ним зміну кольору колоїдів з малими частинками золота. Знайдений Мі розв'язок настільки важливий для теорії розсіяння світла, що таке розсіяння часто називають розсіянням Мі. Для малих частинок воно відповідає релеївському розсіянню, але формули Мі узагальнюють його на частинки з розмірами, порівнянними з довжиною хвилі.
Крім класичної електродинаміки Мі зробив внесок у розвиток теорії відносності, розробляв свою систему фізичних одиниць.

## Виноски
1. 1 2  Математичний генеалогічний проєкт — 1997.
2. ↑  Beiträge zur Optik trüber Medien, speziell kolloidaler Metallösungen. Annalen der Physik, Vierte Folge, Band 25, 1908, No. 3, pp. 377–445.